# Acontia delecta
Acontia delecta là một loài bướm đêm trong họ Noctuidae.